# 11463 Petrpokorny
11463 Petrpokorny è un asteroide della fascia principale. Scoperto nel 1981, presenta un'orbita caratterizzata da un semiasse maggiore pari a 2,2517901 UA e da un'eccentricità di 0,1134755, inclinata di 1,78304° rispetto all'eclittica.